# Xã Kelly, Quận Cooper, Missouri
Xã Kelly (tiếng Anh: Kelly Township) là một xã thuộc quận Cooper, tiểu bang Missouri, Hoa Kỳ. Năm 2010, dân số của xã này là 716 người.